# Bobartia
Genre
Bobartia est un genre de plantes à feuilles persistantes, vivaces et bulbeuses de la famille des iris ( Iridaceae ). Le genre comprend une vingtaine d'espèces et sous-espèces issues d'Afrique du Sud, principalement du Cap-Occidental. Le nom du genre est un hommage au botaniste allemand Jakob Bobart .

## Liste des espèces
- Bobartia anceps    Baker, Handb. Irid.: 121 (1892).
- Bobartia aphylla ( L.f.. ) Ker Gawl., Iride. Général : 30 (1827).
- Bobartia fasciculata Gillett ex Strid, Opera Bot. 37 : 34 (1974).
- Bobartia filiformis (L.f. ) Ker Gawl., Irid. Général : 30 (1827).
- Bobartia gladiata (L.f.) Ker Gawl., Irid. Général : 30 (1827).
  - Bobartia gladiata subsp. glaïeul.
  - Bobartia gladiata subsp. major ( G.J.Lewis) ) Strid, Opera Bot. 37 : 24 (1974).
  - Bobartia gladiata subsp. teres Strid, Opera Bot. 37 : 25 (1974).
- Bobartia gracilis Baker, Bull. Divers Informer. Kew 1901 : 134 (1901).
- Bobartia indica L., Sp. Pl. : 54 (1753).
- Bobartia lilacina G.J.Lewis, JS Afr. Bot. 11 : 108 (1945).
- Bobartia longicyma Gillett, J. Bot. 68 : 104 (1930).
  - Bobartia longicyma subsp. longicyme.
  - Bobartia longicyma subsp. magna Gillett ex Strid, Opera Bot. 37 : 26 (1974).
  - Bobartia longicyma subsp. microflore Strid, Opera Bot. 37 : 27 (1974).
- Bobartia macrocarpa Strid, Opera Bot. 37 : 33 (1974).
- Bobartia macrospatha Baker, Handb. Irid. : 119 (1892).
  - Bobartia macrospatha subsp. anceps (Baker) Strid, Opera Bot. 37 : 36 (1974).
  - Bobartia macrospatha subsp. macrospathe.
- Bobartia orientalis Gillett, J. Bot. 68 : 104 (1930).
  - Bobartia orientalis subsp. occidentalis Strid, Opera Bot. 37 : 33 (1974).
  - Bobartia orientalis subsp. orientalis.
- Bobartia paniculata G.J.Lewis, JS Afr. Bot. 7 : 50 (1941).
- Bobartia parva Gillett, J. Bot. 68 : 104 (1930).
- Bobartia robusta Baker, Handb. Irid. : 120 (1892).
- Bobartia rufa Strid, Opera Bot. 37 : 37 (1974).